# 麻柳镇 (紫阳县)
32°17′39″N 108°12′22″E / 32.2941°N 108.2062°E
麻柳镇，是中国陕西省安康市紫阳县下辖的一个乡镇级行政单位；建于清朝同治年间，因有两棵大柳树而得名，为川陕要隘。
麻柳镇下辖以下地区：[2]
麻柳街道社区、麻柳村、染房村、堰碥村、水磨村、青岩村、赵溪村、书堰村。

## 行政区划
麻柳镇下辖以下地区：
麻柳街道社区、麻柳村、染房村、堰碥村、水磨村、青岩村、赵溪村和书堰村。